# Os 100 Melhores Álbuns do Apple Music

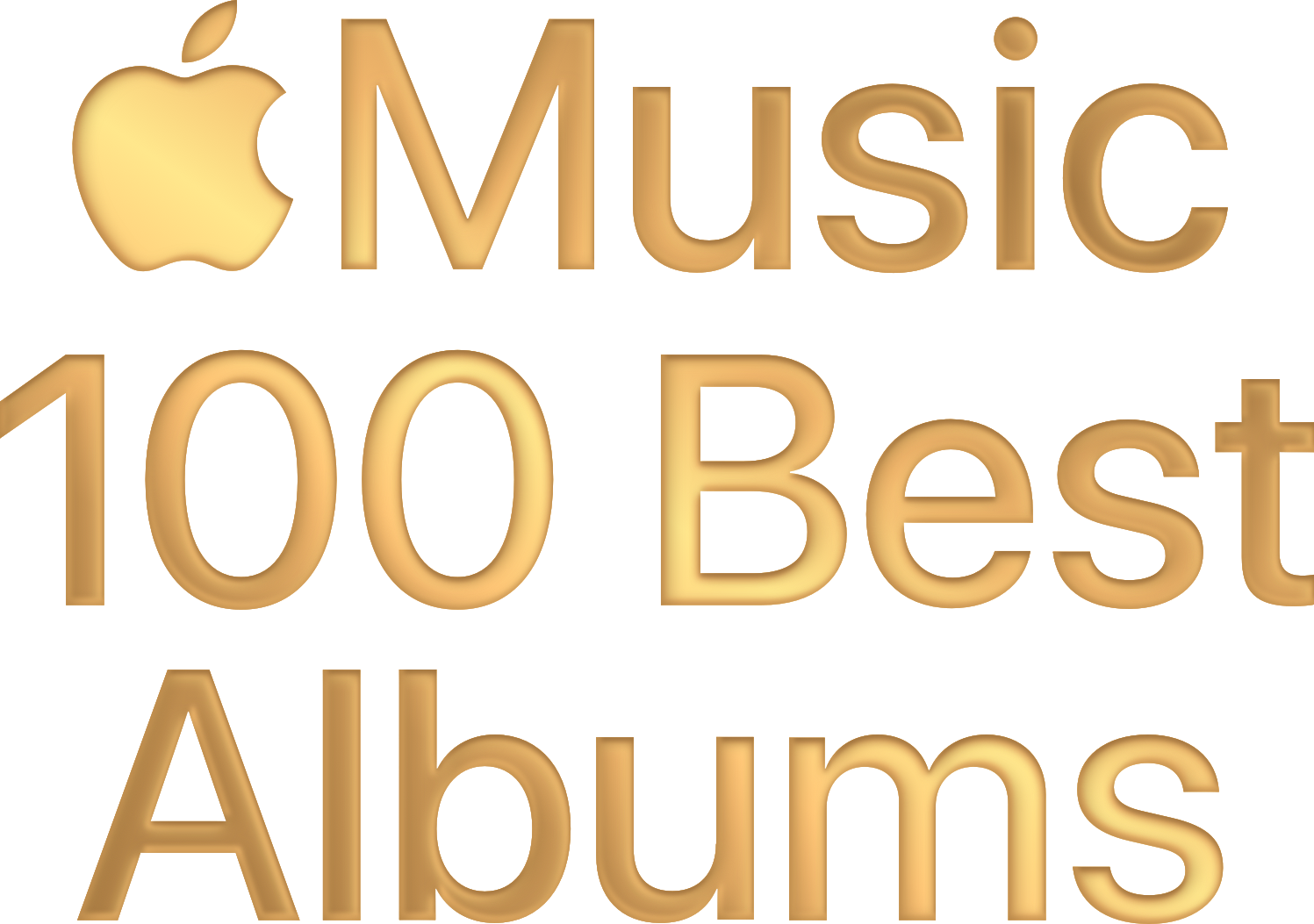
Logo da lista

Os 100 Melhores Álbuns do Apple Music é uma lista dos melhores álbuns da história, criada pelo serviço de streaming Apple Music. Foi criada pelo time de especialistas do Apple Music ao lado de um grupo seleto de artistas como Maren Morris, Pharrell Williams, J Balvin, Charli XCX, Mark Hoppus, Honey Dijon e Nia Archives, além de compositores, produtores e profissionais da indústria. Ela é uma seleção editorial totalmente independente dos números de streaming no Apple Music ou em qualquer outro serviço de streaming.

## Antecedentes
As primeiras 10 colocações (91-100) da lista foram anunciadas em 13 de maio de 2024, por meio de um comunicado à imprensa da Apple. Foi revelado que toda a lista seria lançada como uma contagem regressiva a partir do mesmo dia, revelando 10 álbuns por dia nos 10 dias seguintes. Para acompanhar a lista, o Apple Music lançou um microsite dedicado para analisar e discutir os álbuns.

## Os 10 melhores
| Posição | Artista(s)              | Álbum                           | Ano  | Ref.  |
| ------- | ----------------------- | ------------------------------- | ---- | ----- |
| 1       | Lauryn Hill             | The Miseducation of Lauryn Hill | 1998 | [ 6 ] |
| 2       | Michael Jackson         | Thriller                        | 1982 | [ 6 ] |
| 3       | The Beatles             | Abbey Road                      | 1969 | [ 6 ] |
| 4       | Prince e The Revolution | Purple Rain                     | 1984 | [ 6 ] |
| 5       | Frank Ocean             | Blonde                          | 2016 | [ 6 ] |
| 6       | Stevie Wonder           | Songs in the Key of Life        | 1976 | [ 6 ] |
| 7       | Kendrick Lamar          | Good Kid, M.A.A.D City          | 2012 | [ 6 ] |
| 8       | Amy Winehouse           | Back to Black                   | 2006 | [ 6 ] |
| 9       | Nirvana                 | Nevermind                       | 1991 | [ 6 ] |
| 10      | Beyoncé                 | Lemonade                        | 2016 | [ 6 ] |